# Filosofia do sexo
Filosofia do sexo é um aspecto da filosofia aplicada envolvido no estudo do sexo e do amor. Inclui tanto a ética de fenômenos como prostituição, estupro, assédio sexual, identidade sexual, idade de consentimento, homossexualidade, quanto a análise conceitual de questões mais universais, como "o que é sexo?". Inclui também questões de sexualidade e identidade sexual e o status ontológico do género. Os principais filósofos contemporâneos do sexo incluem Alan Soble, Judith Butler e Raja Halwani.
A filosofia contemporânea do sexo às vezes é influenciada pelo feminismo ocidental. Questões levantadas por feministas sobre diferenças de gênero, política sexual e a natureza da identidade sexual são questões importantes na filosofia do sexo.
- Qual é a função do sexo?
- O que é amor romântico?
- Existe alguma característica essencial que torna um ato sexual?
- Alguns atos sexuais são bons e outros ruins? De acordo com quais critérios? Alternativamente, atos sexuais consensuais podem ser imorais ou estão fora do âmbito da ética?
- Qual é a relação entre sexo e reprodução biológica? Um pode existir sem o outro?
- As identidades sexuais estão enraizadas em alguma diferença ontológica fundamental (como a biologia)?
- A sexualidade é uma função de gênero ou sexo biológico?

## História da filosofia do sexo
Ao longo de grande parte da história da filosofia ocidental, questões de sexo e sexualidade foram consideradas apenas dentro do tema geral da ética. No entanto, houve desvios desse padrão, dos quais surgiu uma tradição de falar de questões sexuais por si só.
A Society for the Philosophy of Sex and Love é um grupo profissional que faz parte da American Philosophical Association.

## Desejo sexual
Avaliações morais da atividade sexual são determinadas por julgamentos sobre a natureza do impulso sexual. Nesta perspectiva, as filosofias dividem-se em dois campos:
Uma compreensão negativa da sexualidade, como a de Immanuel Kant, acredita que a sexualidade enfraquece valores e desafia nosso tratamento moral de outras pessoas. O sexo, diz Kant, “faz da pessoa amada um objeto de apetite”. Nesse entendimento, o sexo é frequentemente aconselhado apenas para fins de procriação. Às vezes, o celibato sexual é considerado como algo que conduz à melhor vida, ou à vida mais moral.
Uma compreensão positiva da sexualidade – como a de Russell Vannoy, Irving Singer e Bertrand Russell em seu Marriage and Morals – vê a atividade sexual como algo que agrada a si mesmo e ao outro ao mesmo tempo.

## Perversões putativas
Thomas Nagel propõe que somente interações sexuais com excitação sexual mútua são naturais à sexualidade humana. Os encontros ou eventos sexuais pervertidos seriam aqueles em que esta excitação recíproca está ausente e em que a pessoa permanece plenamente sujeito da experiência sexual ou plenamente objeto.